# Бурлеска (филм)
Бурлеска (енгл. Burlesque) амерички је филмски мјузикл из 2010. године. Режију и сценарио потписује Стив Антин, а главне улоге глуме Шер и Кристина Агилера.
Приказан је 24. новембра 2010. године у Сједињеним Америчким Државама, односно 17. фебруара 2011. године у Србији. Добио је помешане рецензије критичара и зарадио преко 90 милиона долара.

## Радња
Али је девојка из малог града, али са моћним гласом, која решава да преокрене свој живот. Упушта се у неизвесност, како би испунила снове и одлази у Лос Анђелес. Након успона и падова у бурлеска клубу, величанственом али и позоришту пуном бола, који је дом за инспиративну музику. Тес, власница и управница клуба, даје Али посао конобарице. Разуздани костими и смела кореографија очарали су младу и скромну девојку, која је обећала себи да ће, барем на један дан, наступати у клубу.

## Улоге
| Глумац           | Улога             |
| ---------------- | ----------------- |
| Кристина Агилера | Али Роуз          |
| Шер              | Тес Скали         |
| Кам Жиганде      | Џек Милер         |
| Кристен Бел      | Ники              |
| Стенли Тучи      | Шон               |
| Ерик Дејн        | Маркус Гербер     |
| Алан Каминг      | Алексис           |
| Џулијана Хо      | Џорџија           |
| Питер Галагер    | Винс Скали        |
| Дајана Агрон     | Натали            |
| Глин Терман      | Харолд Сејнт      |
| Дејвид Волтон    | Марк              |
| Теренс Џенкинс   | Дејв              |
| Челси Трејле     | Коко              |
| Тајн Стеклајн    | Чеси              |
| Пола ван Опен    | Ана               |
| Мајкл Ландес     | Грег              |
| Тани Макол       | Скарлет           |
| Блер Редфорд     | Џејмс             |
| Џејмс Бролин     | господин Андерсон |
| Стивен Ли        | Двајт             |